# Chinnakalayamputhur
Chinnakalayamputhur es  ciudad censal situada en el distrito de Dindigul en el estado de Tamil Nadu (India). Su población es de 5162 habitantes (2011). Se encuentra a 63 km de Dindigul y a 89 km de Coimbatore.

## Demografía
Según el censo de 2011 la población de Chinnakalayamputhur era de 5162 habitantes, de los cuales 2537 eran hombres y 2625 eran mujeres. Chinnakalayamputhur tiene una tasa media de alfabetización del 81,51%, superior a la media estatal del 85,60%: la alfabetización masculina es del 87,28%, y la alfabetización femenina del 75,98%.